# Christian Kane
Christian Kane (ur. 27 czerwca 1974 w Dallas) – amerykański aktor, wokalista, muzyk i twórca piosenek.
Najbardziej znany jest z ról w serialach Anioł ciemności i Uczciwy przekręt oraz z występów z zespołem KANE.

## Życiorys
Kane urodził się w Dallas w stanie Teksas, jednak jego rodzina mieszkała w wielu miejscach, aż w końcu osiedliła się w Norman w stanie Oklahoma. Kane studiował historię sztuki na University of Oklahoma, ale zainteresował się aktorstwem i wyjechał do Los Angeles nie ukończywszy studiów.
Pierwszą rolę otrzymał w 1997 w serialu Droga do sławy. W 1998 wraz z dwoma przyjaciółmi założył countryrockowy zespół KANE. Zespół wydał własnym sumptem dwa albumy: KANE (2000) oraz Live in London (2004). W 1999 roku nastąpił przełom w karierze aktorskiej Kane’a. Otrzymał wtedy role w serialu Rescue 77 i filmie Edtv. W tym samym roku otrzymał też angaż do serialu Anioł ciemności. Rola Lindseya przyniosła mu popularność i rozpoznawalność. Od 2008 roku występował w serialu Uczciwy przekręt.

## Filmografia
- 1997 Droga do sławy jako Ryan „Flyboy” Legget
- 1999 Rescue 77 jako Wick Lobo
- 1999 Edtv jako P.A.
- 1999 Anioł ciemności jako Lindsey McDonald
- 2000 Liga złamanych serc jako Idaho Guy
- 2000 Śpiew miłości jako Billy Ryan Gallo
- 2001 Jezioro marzeń jako Nick Taylor
- 2001 Cena za życie jako John Thomas „J.T.” Langtston
- 2001 Letnia przygoda jako Dale Robin
- 2002 Co za życie jako Cal Cooper
- 2003 Afera firmy E jako Brian Cruver
- 2003 Nowożeńcy jako Peter Prentiss
- 2003 Wakacje Waltera jako Młody Hub
- 2004 The Plight of Clownana jako Christian
- 2004 Las Vegas jako Bob
- 2004 New York Taxi jako Agent Mullins
- 2004 Światła stadionów jako Brian
- 2005 Na zachód jako Abe Wheeler
- 2005 Jej mały sekret jako Paul
- 2005 Trzymaj się z daleka jako Sean Voight
- 2005 Krok od domu jako Jack Chase
- 2006 Four Sheets to the Wind jako David
- 2008 Hide jako Billy
- 2008 Uczciwy przekręt jako Eliot Spencer
- 2008 Not Since You jako Ryan
- 2008 The Christmas Conspiracy jako Doug Davidson
- 2009 The Forlorn jako Charles Stanton
- 2009 Death Walks the Streets jako Michael Labou

## Dyskografia
- 2000 KANE
- 2004 Live in London